# Saint-Philbert-de-Bouaine

Saint-Philbert-de-Bouaine este o comună în departamentul Vendée, Franța. În 2009 avea o populație de 2,911 de locuitori.